# Schams ad-Din Muhammad
Schams ad-Din Muhammad (arabisch شمس الدين محمد, DMG Šams ad-Dīn Muḥammad; † 1310) war der 28. Imam der Schia der Nizari-Ismailiten. Er war der Sohn und Nachfolger des Imams Rukn ad-Din Churschah († 1257).

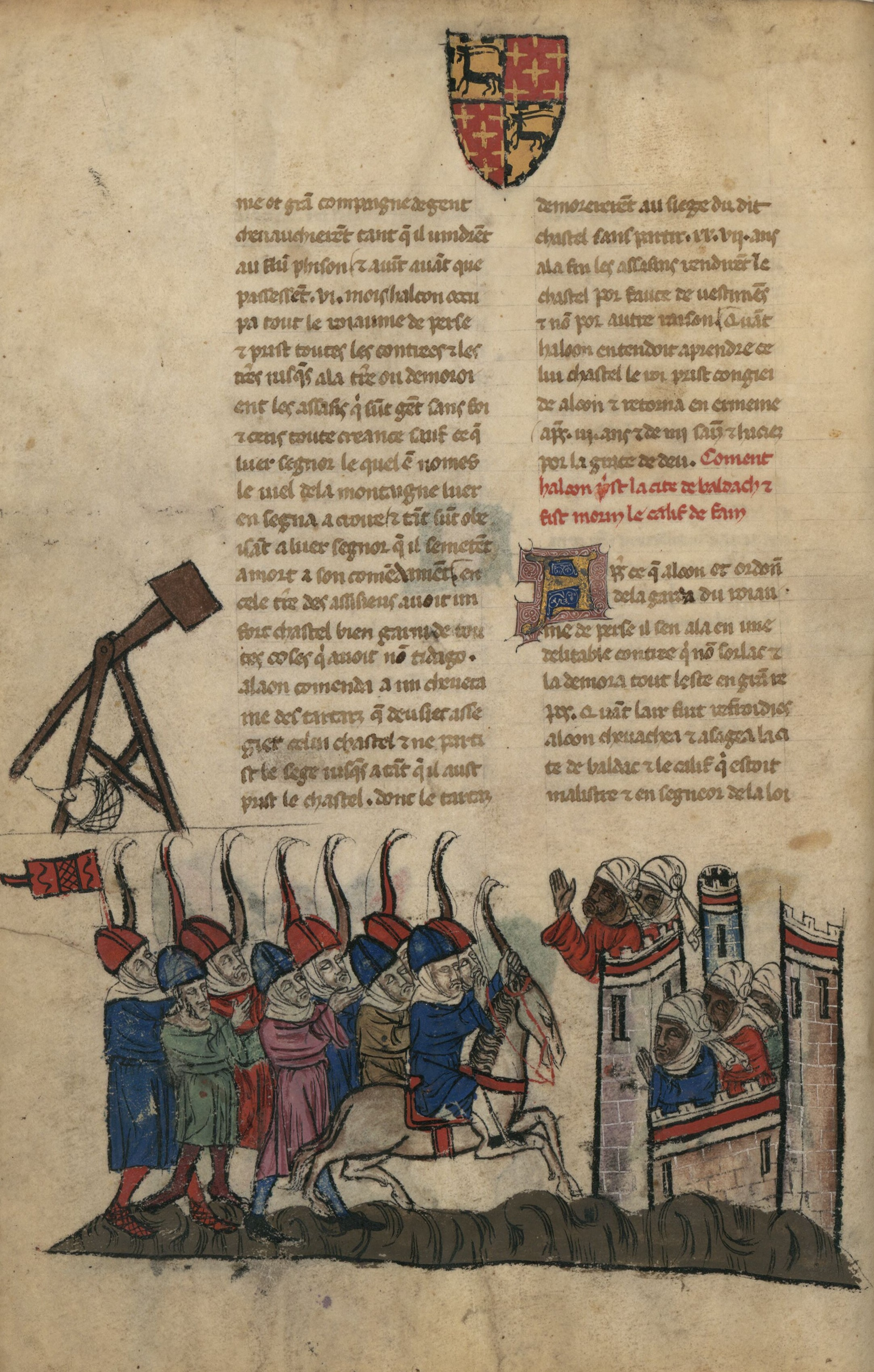
Die Mongolen belagern die Burg Gerdkuh. Darstellung aus einer Ausgabe der Flor des estoires d’Orient des armenischen Chronisten Hethum von Korykos, 14. Jahrhundert.

Noch als Kind erhielt Schams von seinem Vater die Designation (naṣṣ) zur Nachfolge in der Führung der Nizariten und wurde als Zeichen der Unterwerfung 1256 in das Jurtenlager des Hülegü entsandt. Dieser erkannte diese Form der Unterwerfung nicht an und ließ sein Invasionsheer gegen Alamut marschieren.
Entgegen der von Dschuwaini verlautbarten Überlieferung wurde nach dem Ende von Alamut durch die Mongolen nicht die gesamte Imamfamilie in dem vom Großkhan Möngke angeordneten „Feuer der Vernichtung“ ausgelöscht. In der Burg Gerdkuh (bei Damghan) konnten die Nizariten noch bis 1270 der mongolischen Macht Widerstand entgegensetzen und auch nach deren Aufgabe im Untergrund weiter bestehen. Vor allem in der Provinz Gilan mit dem Hauptort Daylaman (bei Siahkal) konnten sie sich festsetzen, die von den Mongolen nie zur Gänze unter Kontrolle gebracht werden konnte. 1275 konnten die Nizariten angeführt von einem Sohn des Churschah sogar noch einmal das von den Mongolen wieder aufgebaute Alamut einnehmen, doch wurden sie 1282 vom mongolischen Ilchan Abaqa von dort wieder vertrieben. Ob Schams mit jenem Sohn identisch war, oder ob es sich um einen Bruder gehandelt hat, kann nicht mit Sicherheit festgestellt werden.
Schams residierte die größte Zeit seines Lebens im aserbaidschanischen Täbris, weshalb er häufig mit dem Sufi-Mystiker Schams-e Tabrizi († 1248) verwechselt wird. 1280 besuchte ihn hier Nizari Quhistani († 1320), der seiner Schia angehörte und ihr erster bedeutender Poet nach dem Fall von Alamut war.
Mit dem Tod von Schams ad-Din („Sonne des Glaubens“) um 1310 stiegen die Nizariten-Imame für die nächsten drei Generationen in die Obskurität ab, was vor allem einer schlechten Quellenlage geschuldet ist. Jedenfalls trat danach eine Spaltung der Gemeinde ein, die sich um die Frage seiner Nachfolge endzündet hatte. Offenbar war sie zwischen seinen Söhnen Ala ad-Din Mu’min Schah und Qasim Schah umstritten und hat sich spätestens mit dem Tod des ersteren im frühen 14. Jahrhundert zu einem Dauerzustand entwickelt.  Die Schia von Mu’min Schah (Muʾminiyya, auch Muʾminī Nizārīs, oder Muḥammad-Shāhī Nizārīs) war dabei zahlenmäßig größer und konzentrierte sich vor allem in Syrien, dem Irak, Zentralpersien und Indien. Jene von Qasim Schah (al-Qāsimiyya, oder Qāsim-Shāhī Nizārīs) war in Nordpersien, Aserbaidschan und Zentralasien verbreitet. Mumini-Nizaris bestanden noch bis in das 18. Jahrhundert fort, bis ihr letzter Imam ohne Nachkommen gestorben war. Zurück blieben die Qasim-Schahi-Nizaris die seither die alleinigen Vertreter der Nizariten darstellen und aktuell vom 50. Imam Rahim Aga Khan V. (* 1971) repräsentiert werden.